# Fundación Carlos de Amberes

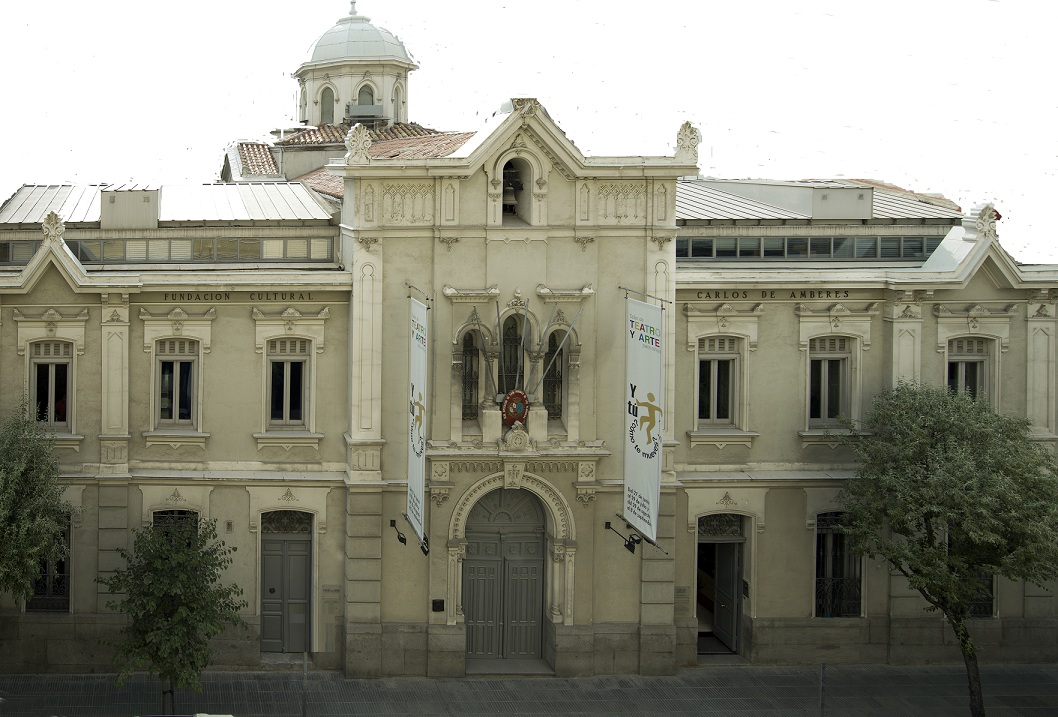
Actual sede de la Fundación Carlos de Amberes en la calle de Claudio Coello, Madrid

La Fundación Carlos de Amberes es una institución privada sin ánimo de lucro creada en 1594 para albergar a los pobres y peregrinos que, procedentes de las antiguas Diecisiete Provincias de los Países Bajos (hoy Bélgica, Luxemburgo, Países Bajos y Norte de Francia) viajaban a la Corte en Madrid. En la actualidad promueve programas, actividades y publicaciones en las áreas humanísticas y científicas, además de exposiciones, conciertos, conferencias y seminarios. Sus principales líneas de actuación se centran en la Historia Moderna de Europa, en especial de España y el Benelux, y la reflexión sobre la construcción europea.

## Historia
Originariamente, fue creada con el nombre de Real Diputación de San Andrés de los Flamencos, para albergar y hospedar en ella a los pobres y peregrinos procedentes de las Diecisiete Provincias de los Países Bajos.
La historia de la Real Diputación San Andrés de los Flamencos remonta al año 1594, cuando el 16 de agosto, Carlos de Amberes cedió en escritura pública una serie de inmuebles para que a su muerte sirvieran de albergue y hospedaje a los pobres procedentes de las Diecisiete Provincias de los Países Bajos que visitaban la Corte. La creación del hospital de San Andrés de los Flamencos coincidió con el nacimiento de otras instituciones de caridad privadas, que han ido desapareciendo o que perduran en la actualidad, aunque modificadas, como San Luis de los Franceses, San Antonio de los Alemanes (antes de los Portugueses), o San Fermín de los Navarros. A la muerte del fundador, en 1604, el archero reservado Miguel du Frêne, albacea de Carlos de Amberes, con el apoyo de la cofradía de los arqueros reales (guardia flamenca), materializó la idea del fundador y creó el nuevo hospital de pobres, bajo la advocación de San Andrés, patrón del Ducado de Borgoña.
Desde 1606, el rey Felipe III aceptó el Patronato de la Fundación para sí y para sus sucesores, estableciéndose en sus primeras Constituciones (1616) que debería ser dirigida por personas naturales de cualquiera de las Diecisiete Provincias de los Países Bajos, o por descendientes de estos.

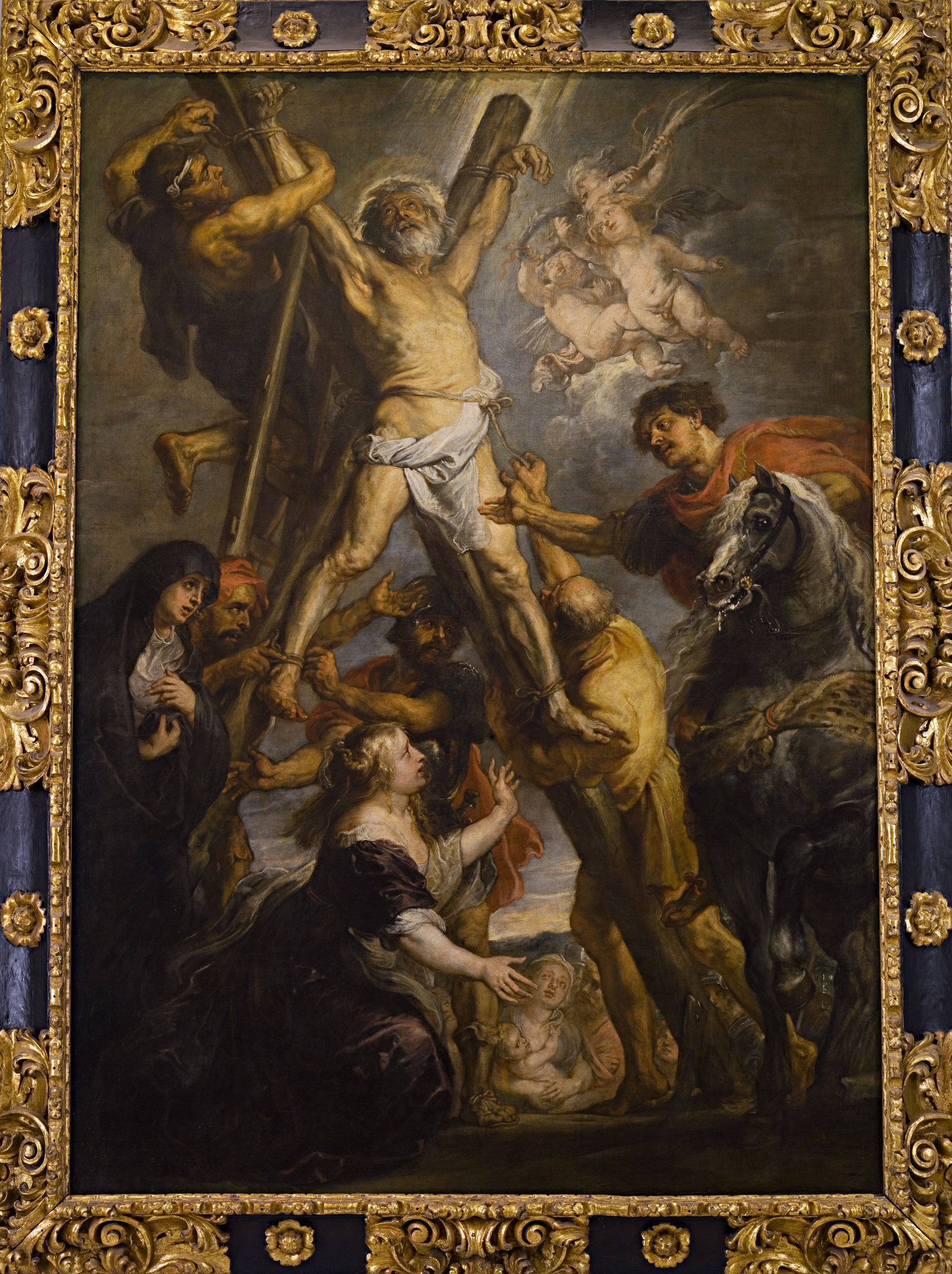
Martirio de San Andrés de Rubens (c. 1638-1639). Óleo sobre lienzo,.

En 1621, se encargó al arquitecto Juan Gómez de Mora la creación de un nuevo edificio en la calle San Marcos de Madrid, que albergaría el hospital y una iglesia. Jan Van Vucht, representante en Madrid de Balthasar Moretus, encargó al pintor flamenco Pedro Pablo Rubens en 1636 el cuadro del Martirio de San Andrés, que después de su muerte fue colocado en el altar mayor de la Iglesia Hospital de San Andrés. Este cuadro ha permanecido en poder de la Real Diputación del Hospital de San Andrés, según el deseo expreso de Van Vucht. Después de más de 380 años aún conserva su marco original.
Con la desamortización de los bienes de hospitales y casas de misericordia, decretada por Godoy en 1798, la Real Diputación de San Andrés de los Flamencos hubo de atravesar crisis muy graves, y estuvo a punto de desaparecer. La situación económica empeoró aún más durante el reinado de Fernando VII, ante la imposibilidad de mantener el edificio, que tuvo por consecuencia el derrumbamiento de la antigua iglesia en 1848. Gracias a los diplomáticos belgas en Madrid, que consiguieron apoyos de la Corona española, pudo levantarse de nuevo la Fundación. El 30 de noviembre de 1877, festividad de San Andrés, aquellos activos representantes del Reino de Bélgica inauguraron, con asistencia del rey Alfonso XII y la princesa de Asturias, Isabel de Borbón, un nuevo hospital y una nueva iglesia en la calle Claudio Coello, en la moderna ampliación de Madrid que promovía en aquellos años el financiero marqués de Salamanca. Su iglesia se convirtió en la primera parroquia del Barrio de Salamanca. Desde entonces sigue allí la sede de la Fundación Carlos de Amberes. El autor de la iglesia fue el arquitecto Agustín Ortiz de Villajos. Para el diseño de esta se basó en el del panteón de los condes de Santamarca situado en la Sacramental de San Isidro, utilizando formas y motivos prácticamente idénticos. 
El Real Hospital de San Andrés de los Flamencos es una de las pocas instituciones que, por circunstancias felizmente sucesivas de la Historia, ha permanecido viva más de 400 años. Se ha convertido actualmente en una de las fundaciones privadas sin ánimo de lucro más antiguas de Europa, y ha sabido evolucionar gracias al trabajo de sus diputados y colaboradores.
La Fundación cambió radicalmente de carácter y funciones tras solicitar al rey Juan Carlos I de España su transformación en entidad cultural, abandonando el fin caritativo y asistencial que la había originado. Tras recibir el beneplácito real, quedó inscrita en el Protectorado del Ministerio de Cultura como Fundación Cultural Privada sin ánimo de lucro el 22 de enero de 1988.

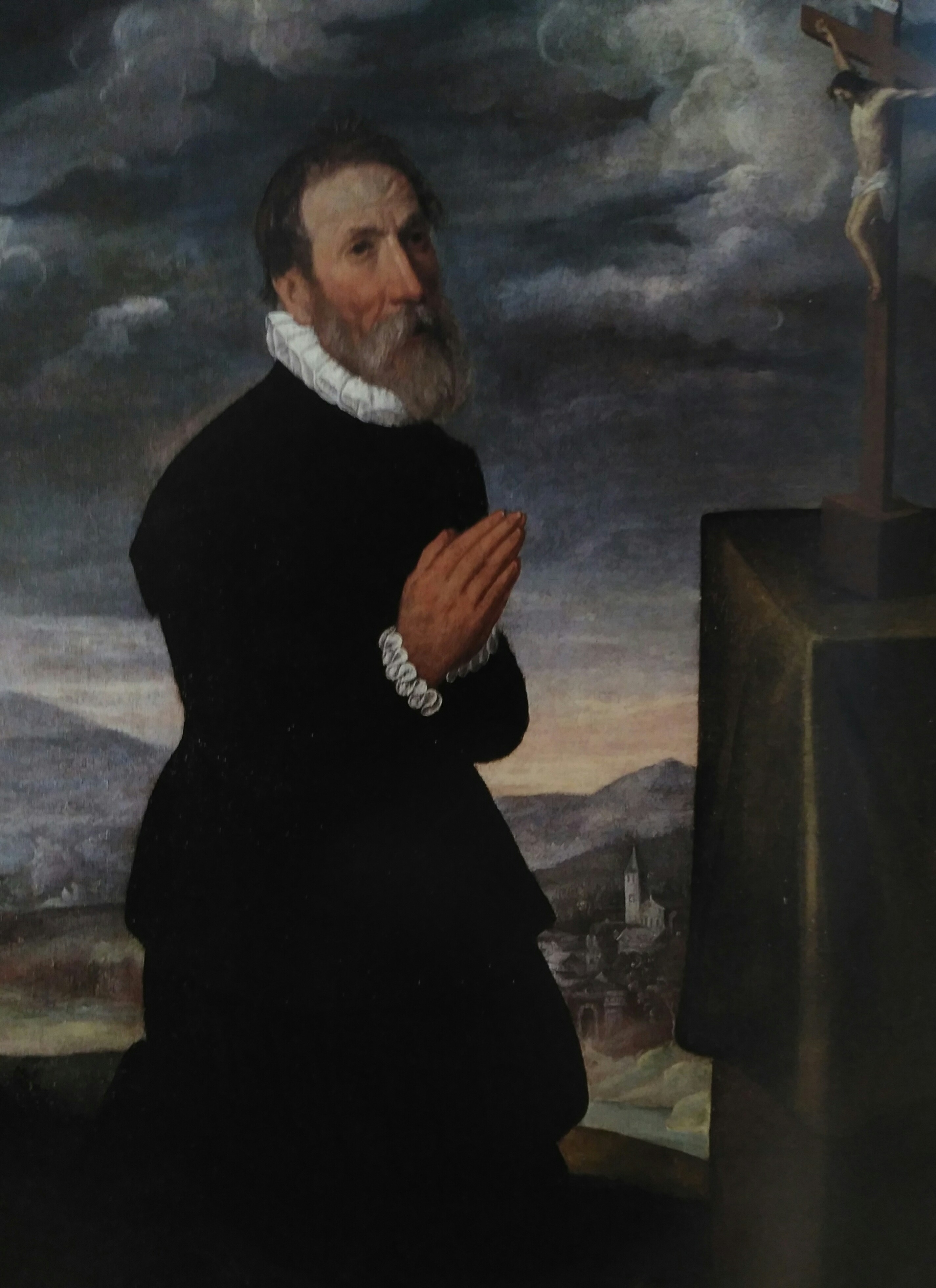
Retrato anónimo de Carlos de Amberes (1598)

Pronto comenzaron a realizarse una serie de reformas en la vieja estructura del edificio, obra original de los hermanos Agustín y Manuel Ortíz de Villajos (1876-1877). El edificio, de estilo ecléctico, que había sido concebido en el siglo XIX como iglesia, hospedería y enfermería, sufrió una profunda remodelación para adaptar sus espacios a los nuevos fines de la Fundación. Los arquitectos Solans - Briales del Amo crearon un moderno centro cultural, integrando en el edificio antiguo nuevos espacios destinados a auditorio, salas de exposiciones, biblioteca, servicios técnicos y oficinas.
En 25 de noviembre de 1992, los reyes de España, don Juan Carlos y doña Sofía, acompañados de los reyes de Bélgica, Balduino I y la reina Fabiola, inauguraron la sede rehabilitada y ampliada de la Fundación Carlos de Amberes, convertida en uno de los centros de referencia de la capital de España. A partir de ese año, la Fundación comenzó nuevas actividades encaminadas a fomentar los intercambios culturales, históricos y científicos entre España y las antiguas Provincias de los Países Bajos, que hoy se reparten entre los actuales Países Bajos, Luxemburgo, Bélgica y Francia. El edificio que alberga la Fundación Carlos de Amberes fue declarado de interés cultural en 1994.
Cuenta con una biblioteca de más de 4000 volúmenes, especializada en temas europeos, literatura francófona y literatura neerlandesa, y temas de Historia y Bellas Artes de las antiguas Diecisiete Provincias. La mayoría de sus fondos bibliográficos proceden de la Embajada de Bélgica, de donaciones de las Comunidades Francófona y Flamenca de Bélgica, de entidades privadas y de personas interesadas en la labor de la Fundación.
La Fundación expone también el retrato del Segundo Marqués de Casa Riera, de Raimundo de Madrazo, cuadro depositado por la reina Fabiola de Bélgica en la Fundación desde 1997. Posee también un magnífico armonio sinfónico de 1857, único en España, obra de Jean-Baptiste-Napoleon Fourneaux, proveedor del emperador Napoleón III. Desde su restauración en 1994 se han ofrecido en este armonio numerosos conciertos por especialistas como Christian Mouyen, y realizado grabaciones de música contemporánea del instrumento.

## Actividades de la Fundación
La Fundación Carlos de Amberes realiza desde 1992 una muy variada gama de actividades, que van desde exposiciones de arte (fotografía, artes plásticas, arte moderno, historia) hasta conferencias, seminarios, recitales de poesía y conciertos de música clásica y jazz. También se alquila el espacio para eventos privados de empresa.

## Exposiciones
La Fundación ha realizado más de 60 exposiciones, algunas de especial relevancia, como las dedicadas a las fotografías de Edward Steichen, René Magritte y Man Ray, a los instrumentos científicos, astrolabios y relojes del siglo XVI procedentes de los estudios matemáticos de Lovaina, a la obra sobre papel de Rembrandt y Van Dyck, a Cristóbal Plantino y los impresores flamencos del siglo XVI y XVII, a cartógrafos de Flandes y los Países Bajos como Blaeu y Mercator, al ilustrador Hergé y a su creación más famosa y universal, Tintín, y a dibujantes, grabadores y pintores de arte moderno y de las vanguardias como Félicien Rops, M. C. Escher, Paul Delvaux, Ramón Casas o Toulouse-Lautrec.
Otras exposiciones de carácter histórico destacables son las dedicadas a "El final de la Guerra de Flandes (1621-1648)", "Aquella guerra nuestra con los Estados Unidos", "Iustitia", "El Fruto de la Fe" y "El Real Alcázar de Madrid".
Fuera de la capital española, la Fundación ha organizado exposiciones como la de "Felipe I el Hermoso, la Belleza y la Locura", primero en Burgos, ciudad donde falleció el monarca en 1506, y posteriormente en Brujas, su cuna y lugar de reposo de sus antepasados.
Del 5 de noviembre de 2014 al 2 de agosto de 2015, abrió al público el Museo Carlos de Amberes Madrid. Maestros flamencos y holandeses, con obras prestadas en su mayoría por el Real Museo de Bellas Artes de Amberes (KMSKA), a las que se sumaron las de otras instituciones como el Museo del Prado y Patrimonio Nacional, y coleccionistas privados, entre ellos la Fundación Casa de Alba. Formaron el museo piezas de Rubens, Pieter Brueghel el Viejo, Anton van Dyck, David Teniers II, Jordaens, Francken, de Vos, etc. El criterio expositivo, que determinó el asesor científico del museo y miembro del patronato de la Fundación Fernando Checa Cremades, fue el de mostrar un recorrido por los diversos géneros de la pintura flamenca: retratos, paisajes, mitología, religión, vida cotidiana, bodegones, etc. Complementaron el museo dos exposiciones temporales una de grabados de Rembrandt cedidos por la Biblioteca Nacional y la Fundación Custodia de París y otra de paisajes flamencos y holandeses del siglo XVII de la colección Deltoro-Vives. 
Una vez cerrado el museo, la Fundación vuelve a acoger exposiciones de diversa índole como el Premio Pepe Estévez de arte contemporáneo o una colección de pintura del siglo XVII.

## Conciertos y ciclos de música
Desde 1992, se han celebrado más de 80 conciertos en su auditorio, tanto de música de cámara como de solistas y grupos vocales de prestigio internacional. El promedio de conciertos anuales es de 15, participando en ellos instituciones de la talla del Real Conservatorio de Bruselas, la Escuela Superior de Música Reina Sofía o conjuntos y artistas como Huelgas Ensemble, Brussels Virtuosi, The Scholars, La Capilla de Borgoña, Oxalys de Bruselas y grupos de jazz de España, Bélgica y Países Bajos. La Fundación ha editado grabaciones discográficas con el repertorio de Felipe I el Hermoso, Maximiliano I, María de Borgoña y Margarita de Austria; bailes y danzas del Ducado de Borgoña y su herencia en Europa; y dado a conocer en primicia, mediante conciertos y grabaciones, la figura y la obra del compositor español Juan Oliver Astorga, músico viajero por las Cortes de Nápoles, Alemania, Bruselas, Inglaterra y España.

## Conferencias

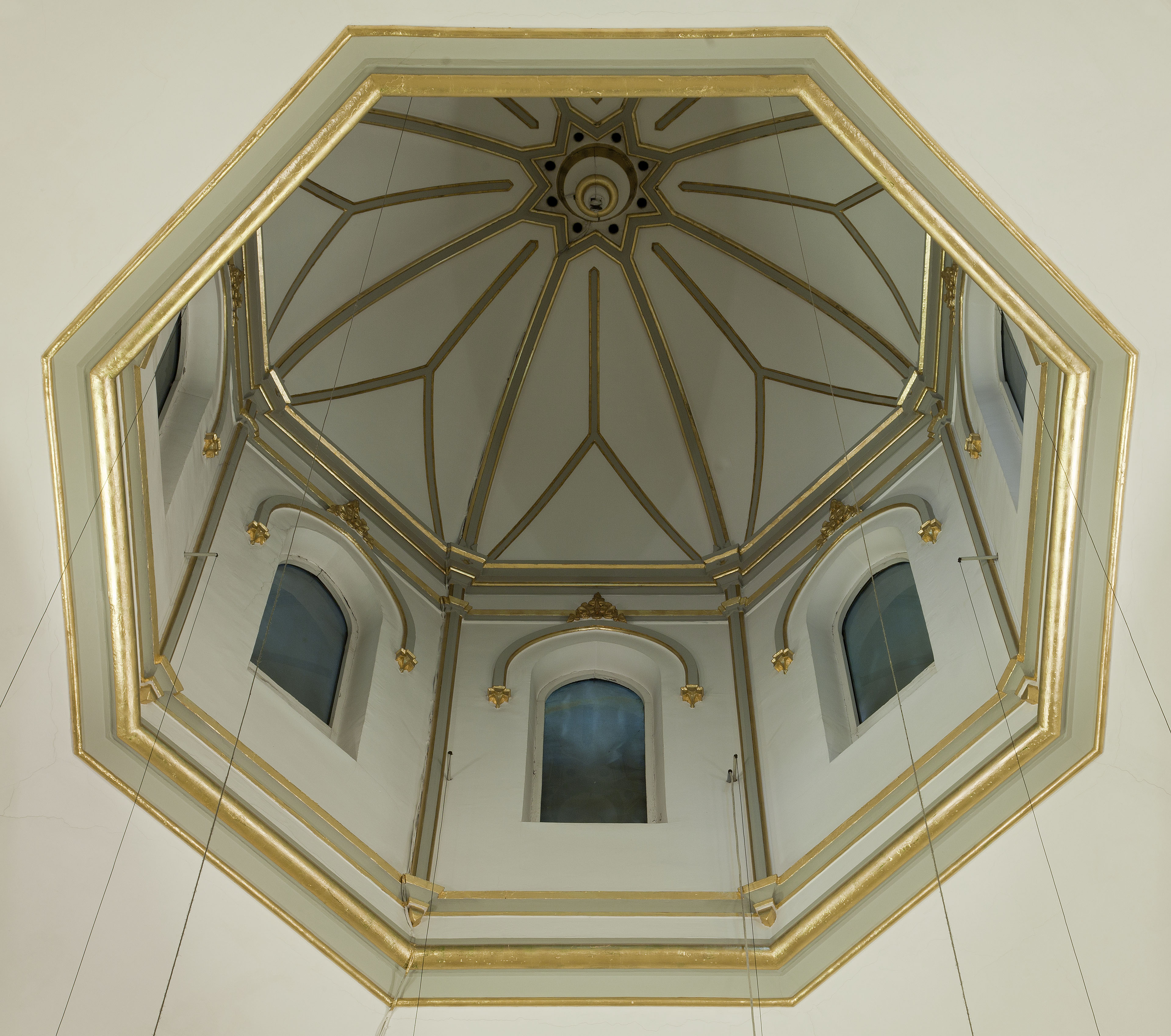
Cúpula desde el interior

Las conferencias que organiza la Fundación Carlos de Amberes versan sobre temas histórico-culturales, europeístas o relacionados con conmemoraciones de personajes célebres de la Historia y grandes acontecimientos.
La Fundación organiza cada año, desde 1999, un Seminario Internacional de Historia con un enfoque interdisciplinar, abordando temas como: "El Imperio de Carlos V", "La Capilla Real de los Austrias", "El Sefardismo en la Monarquía Hispánica", "La Monarquía española como Monarquía de Naciones", "El Arte en la Corte de los Reyes Católicos", "Banca, Crédito y Capital en la Monarquía Hispánica", "La Guerra de Sucesión española" y "El legado de Borgoña en el ceremonial y la fiesta de Corte".
Otros ciclos de conferencias se han dedicado a las figuras del duque de Alba, Guillermo de Orange, Juana la Loca, el sitio de Breda de 1625, a los pintores Van Dyck, Frans Hals y Vermeer, o a Paul Delvaux.
En cuanto a las conferencias de contenido europeísta, hay que destacar la presencia en la Fundación de gran número de personajes relevantes de la política española y europea: Leo Tindemans, Philippe Maystadt, Guy Spitaels, Willy Claes, Alexandre Lamfalussy, Jacques Santer, Jean-Luc Dehaene, Wim Kok, Jean-Claude Juncker, Felipe González, José María Aznar, Javier Solana o Joaquín Almunia. Estos ciclos se han complementado con la organización de jornadas sobre las distintas Conferencias Intergubernamentales preparatorias del Tratado de Ámsterdam. También ha tratado, en una serie sucesiva de tres cursos de verano de la Universidad Complutense de Madrid, cuestiones relacionadas con las políticas de cooperación y desarrollo en África, o el diálogo Sur-Sur.

## Otras actividades
Aparte de las actividades anteriormente señaladas, la Fundación también lleva a cabo programas de investigación, cursos de posgrado con la Universidad de Educación a Distancia (UNED) y la Universidad Autónoma de Madrid, seminarios y presentaciones de escritores distinguidos.

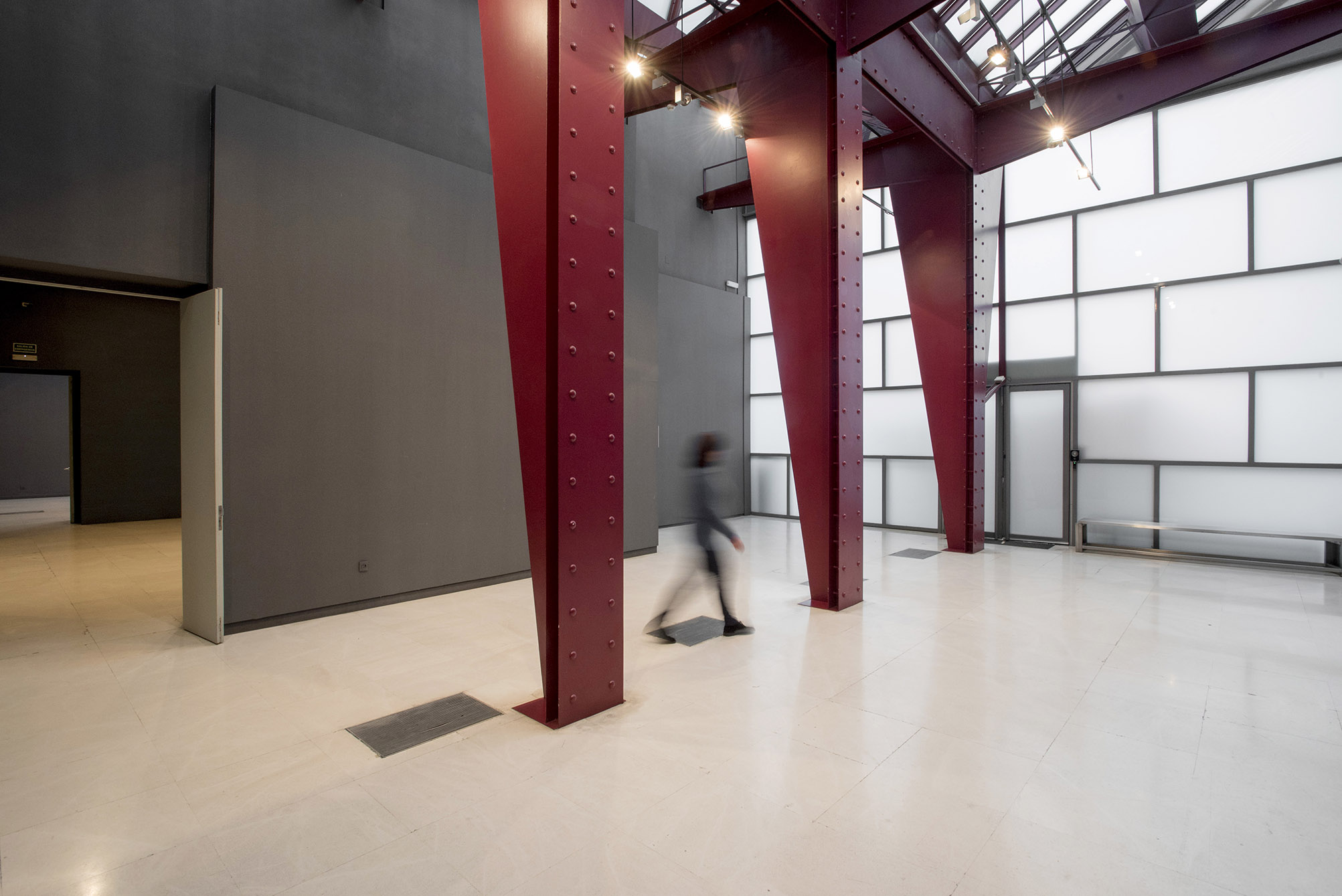
Sala "Gante"

La Fundación Carlos de Amberes ha suscrito convenios de colaboración en los últimos años con instituciones y empresas, para contribuir a un mejor desarrollo de sus fines fundacionales. Entre ellas, la Asamblea de Madrid, Universidad Carlos III, Universidad Autónoma de Madrid, Universidad Complutense de Madrid, Universidad de Alcalá de Henares, Universidad Politécnica de Madrid, Biblioteca Nacional de España, Instituto Cervantes, Fundación Universidad-Empresa, Fundación General de la Universidad Carlos III, Sociedad Estatal para la Conmemoración de los Centenarios de Felipe II y Carlos V, Fundación Ortega y Gasset, Fundación Ramón Areces, Fundación Tabacalera, Fundación Caja Madrid, Fundación Isaac Albéniz, Confederación Española de Fundaciones, Centro de Fundaciones, Ibercaja, Sabena, Petrofina, Fortis España, Ministerio de Cultura, Comunidad de Madrid y Ayuntamiento de Madrid.
Su auditorio y las salas de exposiciones están habilitadas para ser alquiladas a instituciones, empresas y particulares que quieran celebrar en ellas algún acto promocional o social. En particular, el auditorio posee excelente calidad acústica, lo que le convierte en sala privilegiada para todo tipo de grabaciones de música de cámara.

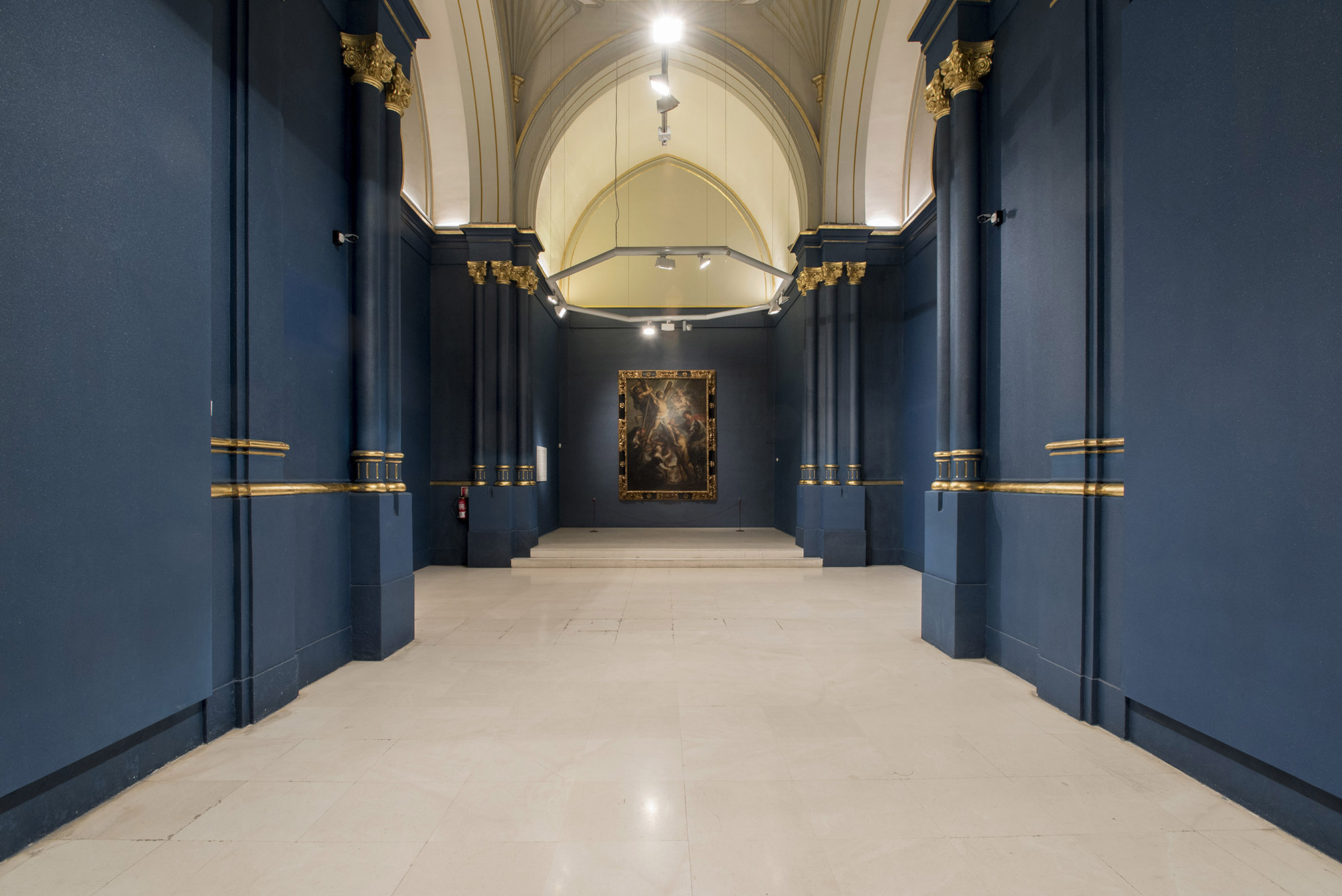
Capilla de la Fundación Carlos de Amberes, Madrid